# Areal
Areal est une ville de l'État de Rio de Janeiro au Brésil. La ville comptait 11 421 hab. habitants en 2010 et sa superficie est de 111 km2.

## Maires
| Période | Période | Identité                | Étiquette | Qualité |
| ------- | ------- | ----------------------- | --------- | ------- |
| 2009    | 2012    | Laerte Calil de Freitas | PP        |         |